# Kerimbeyli, Karakoyunlu
Kerimbeyli là một xã thuộc huyện Karakoyunlu, tỉnh Iğdır, Thổ Nhĩ Kỳ. Dân số thời điểm năm 2011 là 1.303 người.